# Еплби (Тексас)
Еплби (енгл. Appleby) град је у америчкој савезној држави Тексас. По попису становништва из 2010. у њему је живело 474 становника.

## Демографија
Према попису становништва из 2010. у граду је живело 474 становника, што је 30 (6,8%) становника више него 2000. године.
| Група             | 2000.       | 2010.       |
| Белци             | 397 (89,4%) | 421 (88,8%) |
| Афроамериканци    | 29 (6,5%)   | 13 (2,7%)   |
| Азијати           | 2 (0,5%)    | 6 (1,3%)    |
| Хиспаноамериканци | 14 (3,2%)   | 28 (5,9%)   |
| Укупно            | 444         | 474         |